# Kira Kener

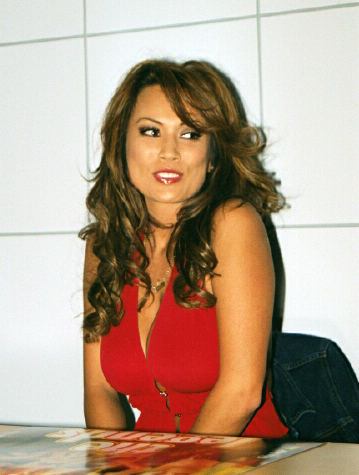
Kira Kener bei der AVN Adult Entertainment Expo 2002

Kira Kener (* 11. August 1974 in San José, Kalifornien als Stephanie Knain) ist eine ehemalige US-amerikanische Stripperin, Fotomodell und Pornodarstellerin. Ihren Namen hat sie offiziell geändert und als Marke schützen lassen.

## Leben und Karriere
Kener ist die Tochter einer Vietnamesin und eines Norwegers. Sie wuchs in der kalifornischen Stadt San José auf. Kener begann im Alter von 20 Jahren als Stripperin und trat landesweit in Clubs auf. Sie wurde im Crazy Horse de Paris, im Gentlemen’s Club in San Francisco und dem Spearmint Rhino in Südkalifornien zur Hauptattraktion. Ihre Begabung auf der Tanzfläche brachte ihr zahlreiche Preise ein, darunter auch den Titel Miss Nude Asia 1997 und 1998, sowie als Exotic Dancer Cover Girl of the Year 1998. Während eines Engagements als Stripperin in einem Club an der Ostküste wurde Kener von einer Kollegin angesprochen, die bereits in der Pornobranche gearbeitet hatte, und sie schlug ihr vor, Kontakt mit Vivid Entertainment Group aufzunehmen. Sie erhielt einen Exklusivvertrag über mehrere Filme und wurde von Vivid in die Riege der Vivid-Girls aufgenommen.
Sie war von 1999 bis 2005 bei Vivid. Ihr erster Film war Nurses von 1999. Im März 2002 war sie gemeinsam mit den Vivid-Girls Dasha und Tera Patrick auf dem Titelbild des Playboy-Magazins. Im Dezember 2002 wurde sie zum Penthouse Pet des Monats gewählt. Im Februar 2007 veröffentlichte die Firma Digital Playground die interaktive DVD Virtual Sex with … Kira Kener. Im Jahr 2007 verklagte Kener die Firma Vivid Video und erzielte einen Vergleich vor Gericht.
Sie schrieb einen Beitrag für das 2004 erschienene Buch How to Have a XXX Sex Life: The Ultimate Vivid Guide. Kener wurde zudem vom Fotografen Timothy Greenfield-Sanders in seinem Buch XXX: 30 Porn-Star Portraits porträtiert, dessen Porträts zudem in einigen der wichtigsten amerikanischen Kunstmuseen ausgestellt werden. Dazu entstand die Fernsehdokumentation Thinking XXX.

## Filmografie (Auswahl)
- 1999: Nurses
- 1999: The Window
- 1999: The Bet
- 2000: True Blue
- 2000: Facade
- 2000: Return to Sender
- 2001: Where The Boys Aren’t 14
- 2001: The Prisoner
- 2001: Inner Vision
- 2005: Les Bitches
- 2005: Last Girl Standing

## Auszeichnungen
- 1997: Miss Nude Asia
- 1998: Miss Nude Asia
- 1998: Exotic Dancer Cover Girl of the Year
- 1998: Best Stage Performer
- Miss Dollhouse of America
- Miss Asian Fitness
- Nominiert für den AVN Award 2008: Best Interactive DVD für Virtual Sex with Kira Kener